# Attention Attention
Albums de Shinedown
Threat to Survival
(2015)
Attention Attention est le sixième album du groupe américain Shinedown, sorti en 2018.

## Thématique
Il s'agit d'un album conceptuel racontant l'histoire d'un individu psychologiquement et émotionnellement torturé qui évolue au fil de l'album pour devenir finalement une personne complètement libérée de ses démons. 

## Liste des chansons
| No  | Titre                | Durée |
| --- | -------------------- | ----- |
| 1.  | The Entrance         | 0:39  |
| 2.  | Devil                | 3:27  |
| 3.  | Black Soul           | 3:23  |
| 4.  | Attention Attention  | 3:51  |
| 5.  | Kill Your Conscience | 3:52  |
| 6.  | Pyro                 | 3:51  |
| 7.  | Monsters             | 4:08  |
| 8.  | Darkside             | 3:53  |
| 9.  | Creatures            | 3:56  |
| 10. | Evolve               | 2:57  |
| 11. | Get Up               | 4:06  |
| 12. | Special              | 3:44  |
| 13. | The Human Radio      | 4:09  |
| 14. | Brilliant            | 4:34  |